# Ommadawn
Ommadawn är ett musikalbum av Mike Oldfield som släpptes 1975. Det räknas bland många Oldfield-fans att, tillsammans med Amarok vara bland det bästa han gjort. Skivan består av två längre spår samt Oldfields första riktiga egna sånginsats "On Horseback".
Mike Oldfield har själv berättat att skivan speglar en vägkorsning i hans liv där han blev mer integrerad med andra människor i och med en flytt till London.

## Låtlista
1. "Ommadawn, Part One" - 19:23
2. "Ommadawn, Part Two" - 13:54
3. "On Horseback" - 3:23

## Medverkande
- Clodagh Simmonds - sång
- Bridget St John - sång
- William Murray - trummor
- Don Blakeson - trumpet
- David Strange - cello
- Herbie Armstrong - säckpipa
- The Penrhos Kids - barn till ägarna av ett hotell nära Mikes hus. De medverkade genom att sjunga på On Horseback